# Korjaken

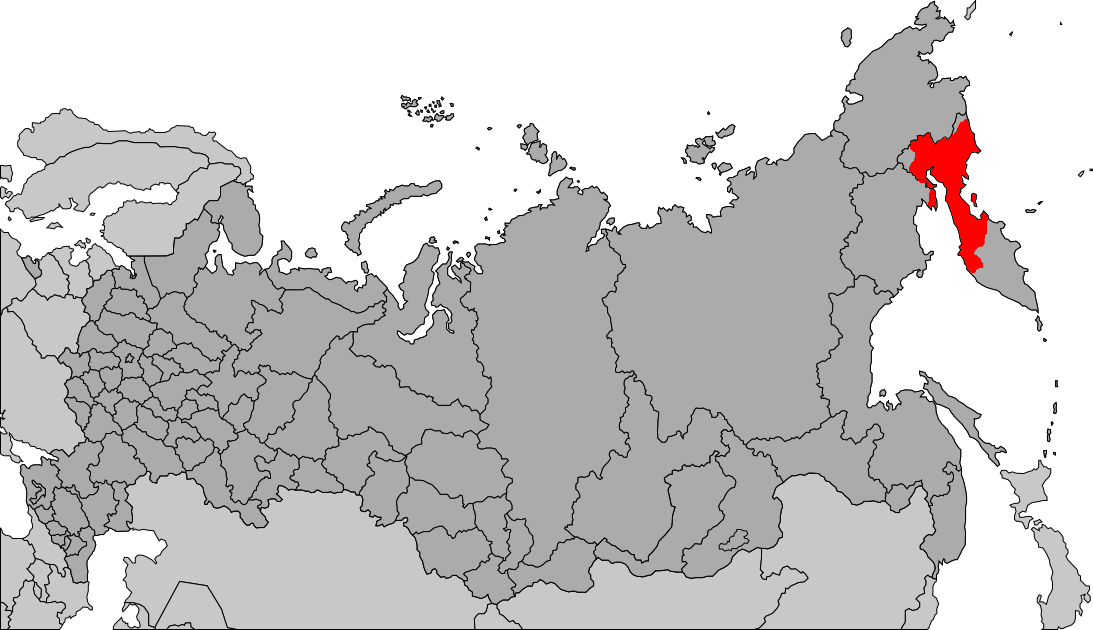
Het gebied van de Korjaken in de Russische Federatie

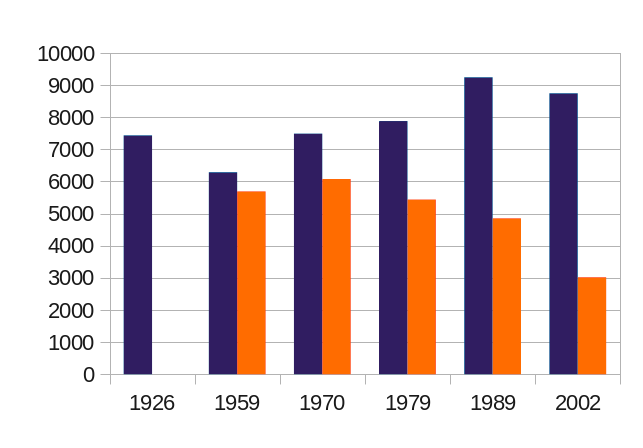
Bevolkingsstatistieken van de 20e eeuw. Blauw: aantal Korjaken in Rusland; oranje: aantal sprekers van het Korjaaks

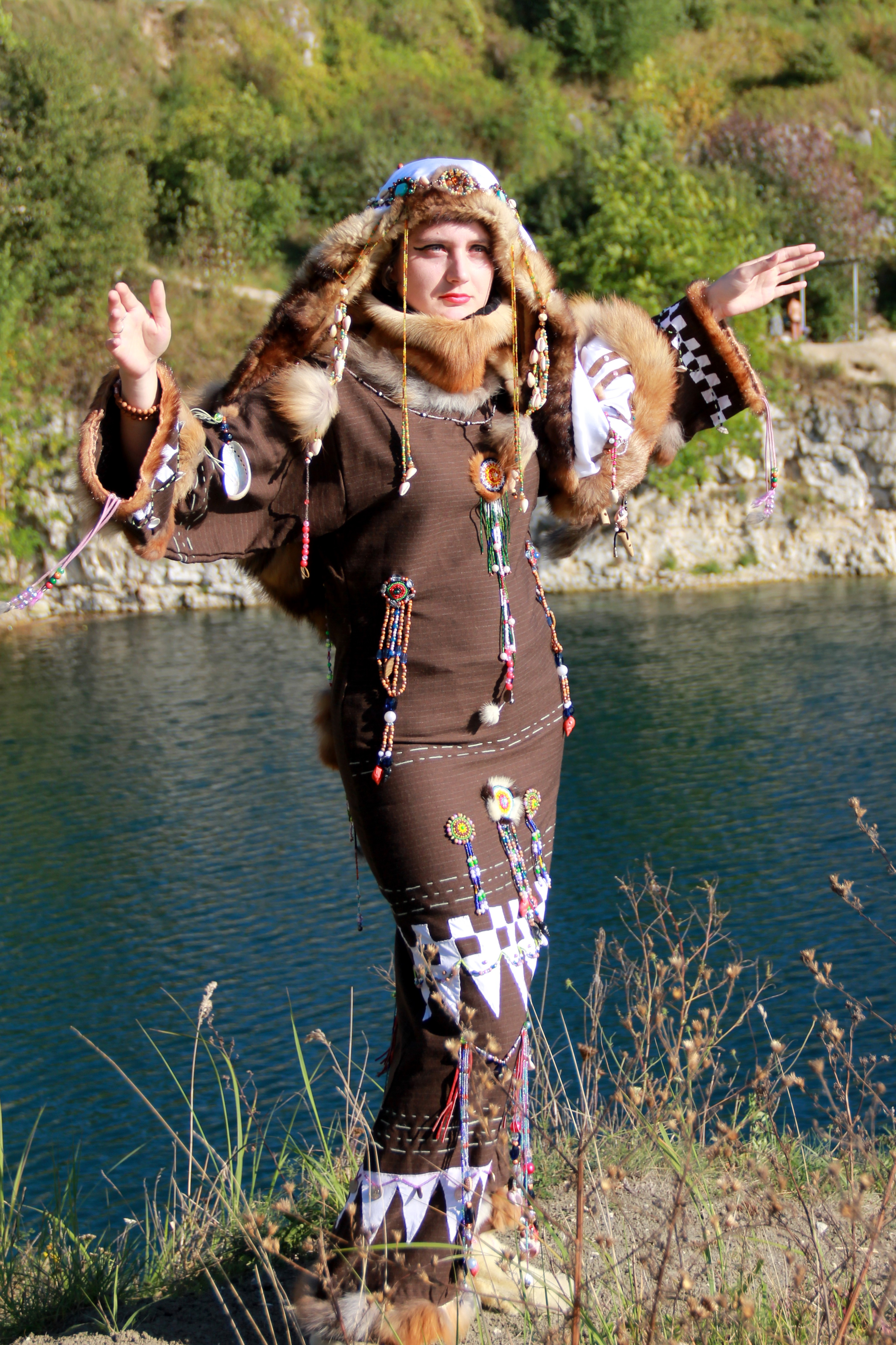
Model toont traditionele kledij

De Korjaken (Russisch: коряки, korjaki) zijn een volk uit het schiereiland Kamtsjatka in het uiterste oosten van Rusland. Ze leven hoofdzakelijk in de kraj Kamtsjatka. Ze gaven hun naam aan Korjakië, een voormalig autonoom district binnen diezelfde kraj. Hun aantal bedraagt bijna 8000 mensen, waarvan 1665 Korjaaks spreken (Russische volkstelling 2010).

## Taal
Het Korjaaks behoort samen met het verwante Tsjoektsjisch tot de Tsjoektsjo-Kamtsjadaalse talen.

## Levenswijze
Voor de ontdekking door de Russen hadden de Korjaken een systeem van grootfamilies met aan het hoofd een patriarch. Er waren zowel nomadische, rendierhoudende groepen als sedentaire groepen die van de jacht en de walvisvaart leefden. Vanaf het einde van de 19de eeuw ging de opbrengst uit die laatste bezigheid drastisch achteruit omdat de Amerikaanse concurrenten de walvispopulatie decimeerde en de visvangst in belang won. Vanaf de Sovjettijd werden alle nomaden sedentair gemaakt en de rendierhouderij op grote schaal uitgebouwd.

## Geloof
De Korjaken zijn tot de dag van vandaag nog grotendeels sjamanisten.

## Politiek
Politiek zijn de Korjaken een deel van de groep kleine inheemse volkeren in het Russische noorden die vertegenwoordigd worden dankzij RAIPON.

## Afbeeldingen

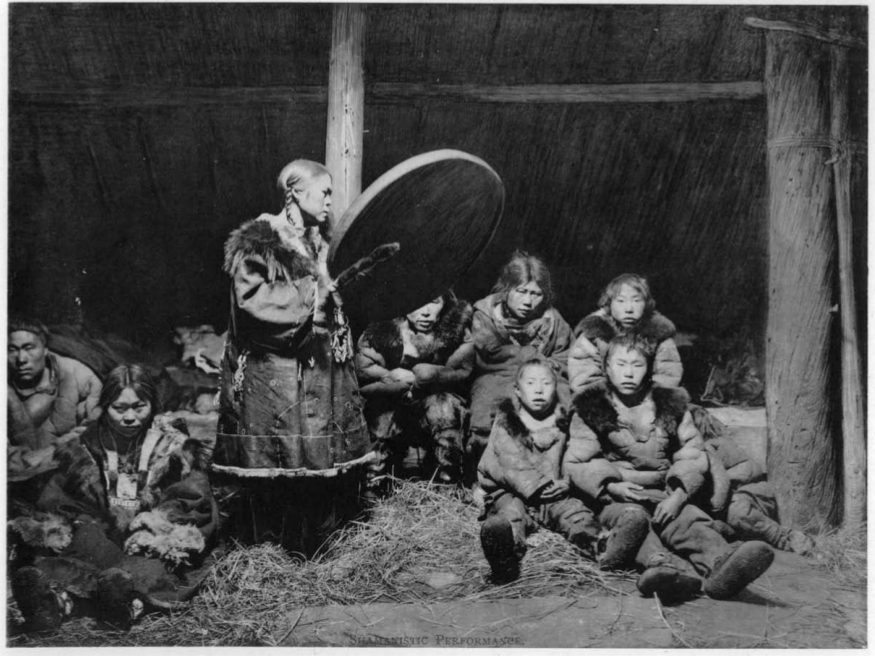
Sjamanistische sessie, rond 1900
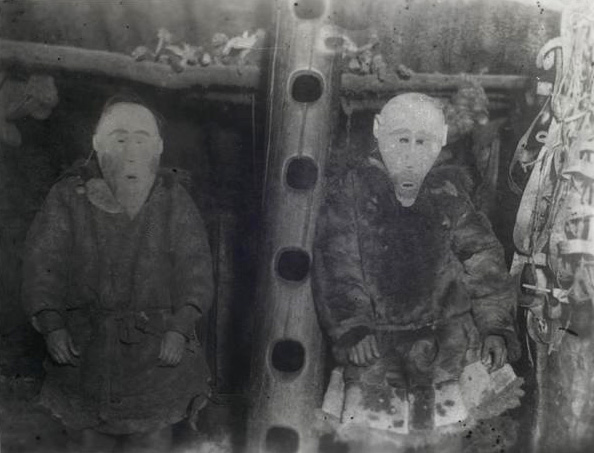
Korjakken met maskers, rond 1900
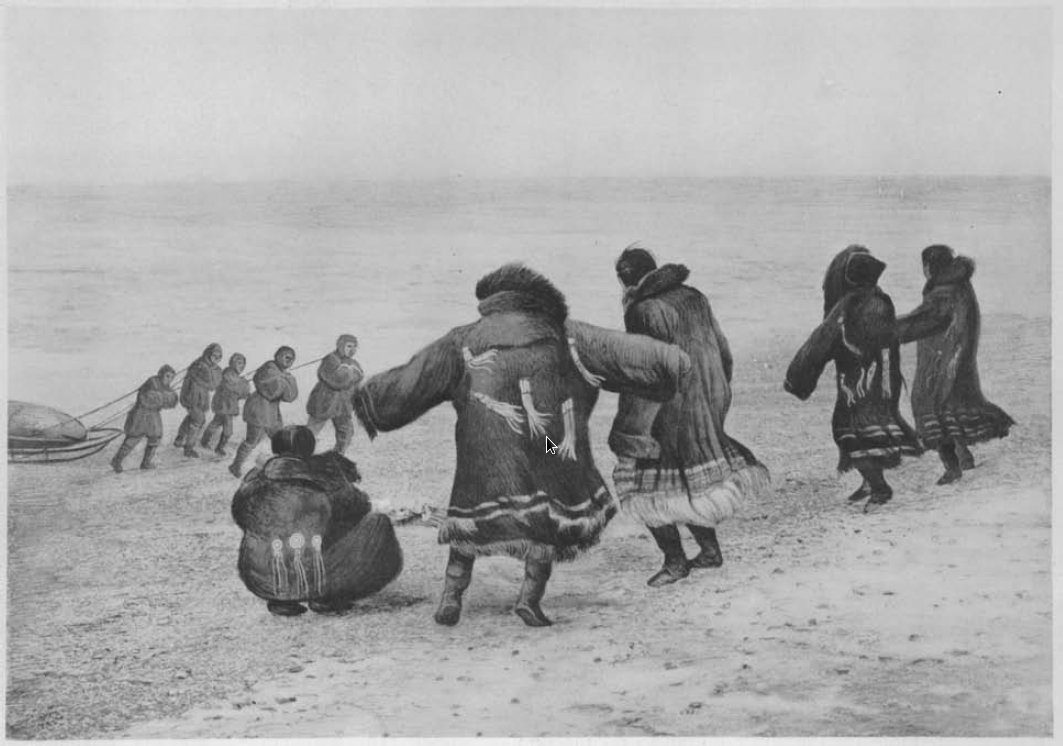
Terugkeer van de walvisjacht, 1905